# Bracha
Bracha (pl. Brachot) - judiska välsignelsen.
Innan man utför en religiös handling, samt när man upplever vissa saker, uttalar man en bracha, en välsignelse/bekräftelse på Gud. Det finns en kortare, och en längre form:
- Barúch atá A-donáj, elo-héinu mélech ha'olám,

Prisad (vare) du Evige, vår Gud konung världens 
- ashér kidshánu b'mitzvotáv v'tzivánu...

som helgat oss genom sina bud och befallt oss att...
Denna längre form används när man prisar och tackar Gud att han befallt oss att utföra olika handlingar, som till exempel utförandet av omskärelse eller att lägga tefillin.